# Vince Dunn
Vince Dunn (ur. 29 października 1996 w Peterborough, Ontario, Kanada) – hokeista kanadyjski, gracz ligi NHL.

## Kariera klubowa
- Niagara IceDogs (2013 – 25.09.2015)
- St. Louis Blues (25.09.2015 – nadal)
  -  Niagara IceDogs (2015 – 2016)
  -  Chicago Wolves (2016 – 2018)

## Sukcesy
Indywidualne
- Występ w Meczu Gwiazd ligi AHL w sezonie 2016-2017

Klubowe
- Puchar Stanleya z zespołem St. Louis Blues w sezonie 2018-2019